# Wybory parlamentarne na Słowacji w 2023 roku
Wybory parlamentarne na Słowacji w 2023 roku – wybory do Rady Narodowej, które odbyły się 30 września 2023 roku. Były to dziewiąte wybory parlamentarne od czasu powstania Słowacji. Wystartowało w nich 25 komitetów wyborczych.
Wybory do Rady Narodowej Republiki Słowackiej zakończyły się zwycięstwem partii Kierunek – Socjalna Demokracja. Do Rady Narodowej dostały się także: Postępowa Słowacja, Głos – Socjalna Demokracja, koalicja Zwyczajni Ludzie i Niezależne Osobistości i Przyjaciele, Ruch Chrześcijańsko-Demokratyczny, Wolność i Solidarność oraz Słowacka Partia Narodowa.

## Wyniki wyborów

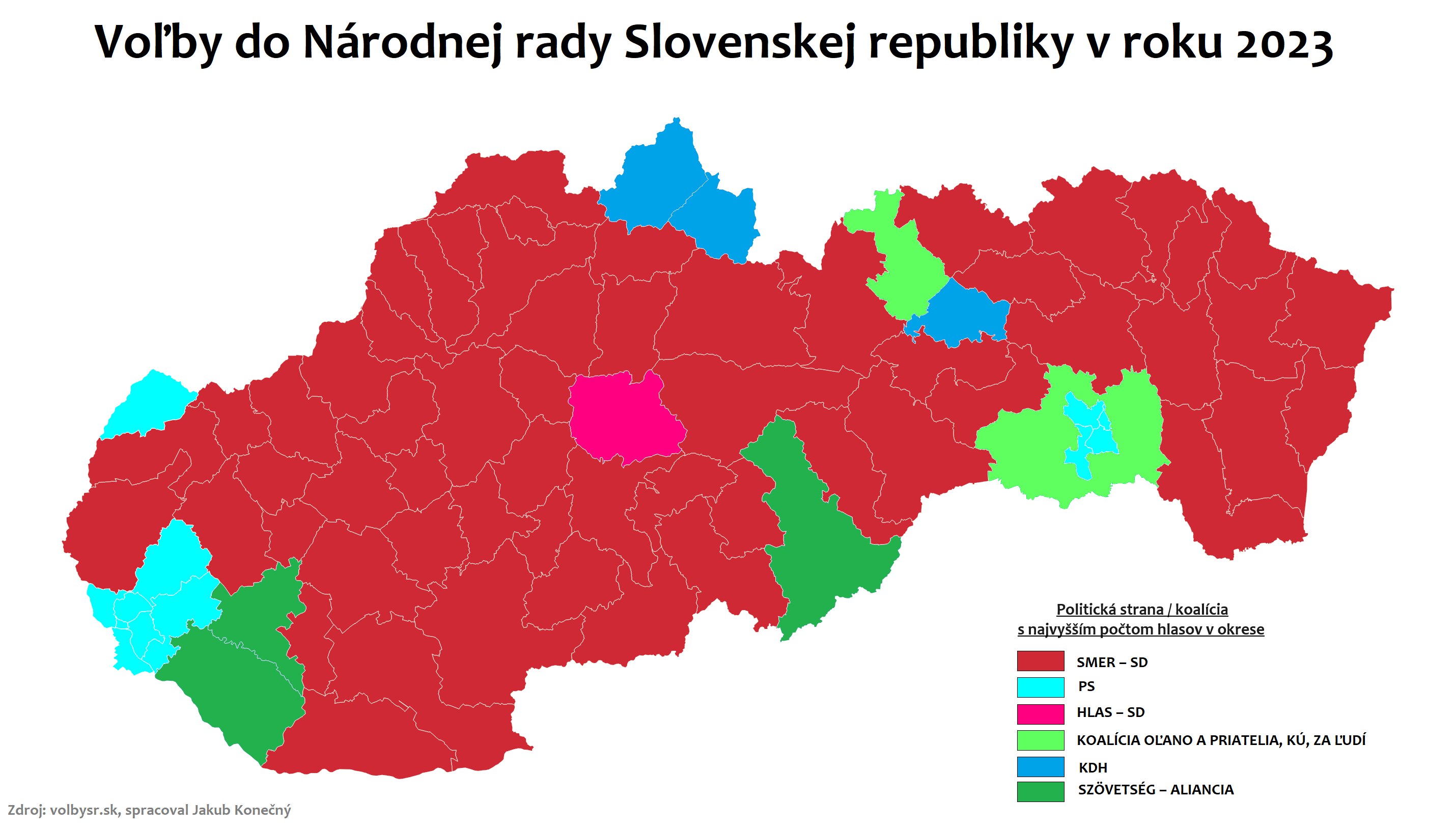
Wyniki wyborów z podziałem na powiaty

Wybory parlamentarne z wynikiem 22,94% poparcia (42 mandaty) wygrała partia Kierunek – Socjalna Demokracja, będąca dotychczas w opozycji. Drugie miejsce z wynikiem 17,96% głosów (32 mandaty) zajęło dotychczas niereprezentowane w parlamencie ugrupowanie Postępowa Słowacja. Zwycięska w poprzednich wyborach formacja Zwyczajni Ludzie i Niezależne Osobistości (w koalicji z kilkoma mniejszymi partiami) znalazła się dopiero na czwartym miejscu z wynikiem 8,89% poparcia (16 mandatów). Frekwencja wyborcza wyniosła 68,51%.
| Komitet                                         | Głosy   | Głosy | Głosy | Mandaty | Mandaty |
| Komitet                                         | Liczba  | %     | +/−   | Liczba  | +/−     |
| ----------------------------------------------- | ------- | ----- | ----- | ------- | ------- |
| Smer-SD                                         | 681 017 | 22,94 | 4,65  | 42      | 4       |
| PS                                              | 533 136 | 17,96 | 11,00 | 32      | 32      |
| Hlas-SD                                         | 436 415 | 14,70 | 11,64 | 27      | 27      |
| OL'aNO a Priatelia                              | 264 137 | 8,89  | 21,90 | 16      | 49      |
| KDH                                             | 202 515 | 6,82  | 2,17  | 12      | 12      |
| SAS                                             | 187 645 | 6,32  | 0,10  | 11      | 2       |
| SNS                                             | 166 995 | 5,62  | 2,46  | 10      | 10      |
| Inne                                            | 496 036 | 16,75 |       | —       |         |
| Źródło: Urząd Statystyczny Republiki Słowackiej |         |       |       |         |         |